# Mompach
Mompach é uma comuna do Luxemburgo, pertence ao distrito de Grevenmacher e ao cantão de Echternach.

## Demografia
Dados do censo de 15 de fevereiro de 2001:
- população total: 977
  - homens: 506
  - mulheres: 471

- densidade: 35,42 hab./km²

- distribuição por nacionalidade:

| Nacionalidade  | População | %      |
| -------------- | --------- | ------ |
| luxemburgueses | 753       | 77,07% |
| estrangeiros   | 224       | 22,93% |
| - portugueses  | 25        | 2,56%  |
| - franceses    | 24        | 2,46%  |
| - italianos    | 4         | 0,41%  |
| - belgas       | 19        | 1,94%  |
| - alemães      | 53        | 5,42%  |
| - iuguslavos   | 67        | 6,86%  |
| - outros       | 32        | 3,28%  |

- Crescimento populacional:

| Ano        | População |
| ---------- | --------- |
| 15/02/2001 | 977       |
| 01/01/2002 | 958       |
| 01/01/2003 | 1.000     |
| 01/01/2004 | 1.034     |
| 01/01/2005 | 1.023     |